# Großer Preis der USA Ost 1983
Der Große Preis der USA Ost 1983 (offiziell 2nd Detroit Grand Prix) fand am 5. Juni auf dem Detroit Street Circuit in Detroit statt und war das siebte Rennen der Formel-1-Weltmeisterschaft 1983.

## Berichte

### Hintergrund
Nachdem Eliseo Salazar das Team verlassen hatte, entschied sich RAM Racing gegen eine Teilnahme am Großen Preis der USA Ost, der auf dem im Vergleich zum Vorjahr leicht modifizierten Stadtkurs von Detroit ausgetragen wurde.

### Training
Da es während des ersten Qualifikationstrainings am Freitag regnete, erzielten alle Piloten ihre jeweiligen Bestzeiten samstags.
Zwischen dem Pole-Setter René Arnoux und dem zweiten Ferrari 126C2B von Patrick Tambay qualifizierte sich Nelson Piquet für den zweiten Startplatz. Es folgte Elio de Angelis im nach wie vor einzigen Lotus 93T mit Turbomotor vor Marc Surer sowie Michele Alboreto.

### Rennen
Arnoux ging zunächst in Führung vor Piquet, de Angelis, Andrea de Cesaris, Alboreto und Derek Warwick. Während de Angelis und Eddie Cheever aufgrund technischer Probleme früh ausschieden, gelangte Keke Rosberg bis zur 20. Runde an Warwick, Alboreto, de Cesaris und Piquet vorbei auf den zweiten Rang.
Als die meisten Konkurrenten für den inzwischen obligatorischen Boxenstopp zum Nachtanken ihre Boxen aufsuchten, blieben Piquet und Alboreto auf der Strecke. Da Arnoux in der 32. Runde aufgrund eines Elektrikdefektes ausschied, übernahm Piquet die Führung. John Watson, der das Rennen ebenso wie Alboreto an der Spitze ohne Stopp durchfahren wollte, lag zu diesem Zeitpunkt auf dem vierten Rang hinter Rosberg und vor Jacques Laffite, die ihre Stopps jeweils bereits absolviert hatten. Den sechsten Rang belegte Thierry Boutsen, verlor diesen allerdings in Runde 39 an Nigel Mansell.
Als Piquet in der 51. Runde aufgrund eines Reifenschadens die Box aufsuchen musste, kam es dadurch zur letzten Verschiebung innerhalb der Spitzengruppe. Er fiel auf den vierten Rang hinter Alboreto, Rosberg und Watson zurück.
Alboretos Sieg erwies sich als der letzte für Tyrrell, obwohl das Team noch weitere 15 Jahre bis 1998 an der Formel-1-WM teilnahm.

## Meldeliste
| Team                           | Nr. | Fahrer             | Chassis         | Motor                    | Reifen |
| ------------------------------ | --- | ------------------ | --------------- | ------------------------ | ------ |
| TAG Williams Team              | 01  | Keke Rosberg       | Williams FW08C  | Ford Cosworth DFV 3.0 V8 | G      |
| TAG Williams Team              | 02  | Jacques Laffite    | Williams FW08C  | Ford Cosworth DFV 3.0 V8 | G      |
| Benetton Tyrrell Team          | 03  | Michele Alboreto   | Tyrrell 011B    | Ford Cosworth DFV 3.0 V8 | G      |
| Benetton Tyrrell Team          | 04  | Danny Sullivan     | Tyrrell 011B    | Ford Cosworth DFV 3.0 V8 | G      |
| Fila Sport                     | 05  | Nelson Piquet      | Brabham BT52    | BMW M12/13 1.5 L4t       | M      |
| Fila Sport                     | 06  | Riccardo Patrese   | Brabham BT52    | BMW M12/13 1.5 L4t       | M      |
| Marlboro McLaren International | 07  | John Watson        | McLaren MP4/1C  | Ford Cosworth DFV 3.0 V8 | M      |
| Marlboro McLaren International | 08  | Niki Lauda         | McLaren MP4/1C  | Ford Cosworth DFV 3.0 V8 | M      |
| Team ATS                       | 09  | Manfred Winkelhock | ATS D6          | BMW M12/13 1.5 L4t       | G      |
| John Player Team Lotus         | 11  | Elio de Angelis    | Lotus 93T       | Renault EF1 1.5 V6t      | P      |
| John Player Team Lotus         | 12  | Nigel Mansell      | Lotus 92        | Ford Cosworth DFV 3.0 V8 | P      |
| Équipe Renault Elf             | 15  | Alain Prost        | Renault RE40    | Renault EF1 1.5 V6t      | M      |
| Équipe Renault Elf             | 16  | Eddie Cheever      | Renault RE40    | Renault EF1 1.5 V6t      | M      |
| Marlboro Team Alfa Romeo       | 22  | Andrea de Cesaris  | Alfa Romeo 183T | Alfa Romeo 890T 1.5 V8t  | M      |
| Marlboro Team Alfa Romeo       | 23  | Mauro Baldi        | Alfa Romeo 183T | Alfa Romeo 890T 1.5 V8t  | M      |
| Équipe Ligier Gitanes          | 25  | Jean-Pierre Jarier | Ligier JS21     | Ford Cosworth DFV 3.0 V8 | M      |
| Équipe Ligier Gitanes          | 26  | Raul Boesel        | Ligier JS21     | Ford Cosworth DFV 3.0 V8 | M      |
| Scuderia Ferrari SpA SEFAC     | 27  | Patrick Tambay     | Ferrari 126C2B  | Ferrari 021 1.5 V6t      | G      |
| Scuderia Ferrari SpA SEFAC     | 28  | René Arnoux        | Ferrari 126C2B  | Ferrari 021 1.5 V6t      | G      |
| Arrows Racing Team             | 29  | Marc Surer         | Arrows A6       | Ford Cosworth DFV 3.0 V8 | G      |
| Arrows Racing Team             | 30  | Thierry Boutsen    | Arrows A6       | Ford Cosworth DFV 3.0 V8 | G      |
| Osella Squadra Corse           | 31  | Corrado Fabi       | Osella FA1D     | Ford Cosworth DFV 3.0 V8 | M      |
| Osella Squadra Corse           | 32  | Piercarlo Ghinzani | Osella FA1E     | Alfa Romeo 1260 3.0 V12  | M      |
| Theodore Racing Team           | 33  | Roberto Guerrero   | Theodore N183   | Ford Cosworth DFV 3.0 V8 | G      |
| Theodore Racing Team           | 34  | Johnny Cecotto     | Theodore N183   | Ford Cosworth DFV 3.0 V8 | G      |
| Candy Toleman Motorsport       | 35  | Derek Warwick      | Toleman TG183B  | Hart 415T 1.5 L4t        | P      |
| Candy Toleman Motorsport       | 36  | Bruno Giacomelli   | Toleman TG183B  | Hart 415T 1.5 L4t        | P      |

## Klassifikationen

### Qualifying
| Pos. | Fahrer             | Konstrukteur      | Qualifikationstraining 1 | Qualifikationstraining 1 | Qualifikationstraining 2 | Qualifikationstraining 2 | Start |
| Pos. | Fahrer             | Konstrukteur      | Zeit                     | Ø-Geschwindigkeit        | Zeit                     | Ø-Geschwindigkeit        | Start |
| ---- | ------------------ | ----------------- | ------------------------ | ------------------------ | ------------------------ | ------------------------ | ----- |
| 01   | René Arnoux        | Ferrari           | 2:08,851                 | 112,400 km/h             | 1:44,734                 | 138,282 km/h             | 01    |
| 02   | Nelson Piquet      | Brabham-BMW       | 2:11,506                 | 110,130 km/h             | 1:44,933                 | 138,019 km/h             | 02    |
| 03   | Patrick Tambay     | Ferrari           | 2:10,994                 | 110,561 km/h             | 1:45,991                 | 136,642 km/h             | 03    |
| 04   | Elio de Angelis    | Lotus-Renault     | 2:09,601                 | 111,749 km/h             | 1:46,258                 | 136,298 km/h             | 04    |
| 05   | Marc Surer         | Arrows-Ford       | 2:09,292                 | 112,016 km/h             | 1:46,745                 | 135,677 km/h             | 05    |
| 06   | Michele Alboreto   | Tyrrell-Ford      | 2:08,198                 | 112,972 km/h             | 1:47,013                 | 135,337 km/h             | 06    |
| 07   | Eddie Cheever      | Renault           | 2:08,418                 | 112,779 km/h             | 1:47,334                 | 134,932 km/h             | 07    |
| 08   | Andrea de Cesaris  | Alfa Romeo        | 2:08,034                 | 113,117 km/h             | 1:47,453                 | 134,783 km/h             | 08    |
| 09   | Derek Warwick      | Toleman-Hart      | 2:11,428                 | 110,196 km/h             | 1:47,534                 | 134,681 km/h             | 09    |
| 10   | Thierry Boutsen    | Arrows-Ford       | 2:11,107                 | 110,465 km/h             | 1:47,586                 | 134,616 km/h             | 10    |
| 11   | Roberto Guerrero   | Theodore-Ford     | 2:08,496                 | 112,710 km/h             | 1:47,701                 | 134,472 km/h             | 11    |
| 12   | Keke Rosberg       | Williams-Ford     | 2:06,382                 | 114,595 km/h             | 1:47,728                 | 134,439 km/h             | 12    |
| 13   | Alain Prost        | Renault           | 2:15,731                 | 106,702 km/h             | 1:47,855                 | 134,280 km/h             | 13    |
| 14   | Nigel Mansell      | Lotus-Ford        | 2:07,792                 | 113,331 km/h             | 1:48,395                 | 133,611 km/h             | 14    |
| 15   | Riccardo Patrese   | Brabham-BMW       | 2:17,489                 | 105,338 km/h             | 1:48,537                 | 133,437 km/h             | 15    |
| 16   | Danny Sullivan     | Tyrrell-Ford      | 2:18,758                 | 104,375 km/h             | 1:48,648                 | 133,300 km/h             | 16    |
| 17   | Bruno Giacomelli   | Toleman-Hart      | 2:13,205                 | 108,726 km/h             | 1:48,785                 | 133,132 km/h             | 17    |
| 18   | Niki Lauda         | McLaren-Ford      | 2:09,019                 | 112,253 km/h             | 1:48,992                 | 132,879 km/h             | 18    |
| 19   | Jean-Pierre Jarier | Ligier-Ford       | 2:07,652                 | 113,455 km/h             | 1:48,994                 | 132,877 km/h             | 19    |
| 20   | Jacques Laffite    | Williams-Ford     | 2:13,080                 | 108,828 km/h             | 1:49,245                 | 132,572 km/h             | 20    |
| 21   | John Watson        | McLaren-Ford      | 2:10,632                 | 110,867 km/h             | 1:49,250                 | 132,566 km/h             | 21    |
| 22   | Manfred Winkelhock | ATS-BMW           | 2:12,092                 | 109,642 km/h             | 1:49,466                 | 132,304 km/h             | 22    |
| 23   | Raul Boesel        | Ligier-Ford       | 2:12,164                 | 109,582 km/h             | 1:49,540                 | 132,215 km/h             | 23    |
| 24   | Piercarlo Ghinzani | Osella-Alfa Romeo | 2:15,556                 | 106,840 km/h             | 1:49,885                 | 131,800 km/h             | 24    |
| 25   | Mauro Baldi        | Alfa Romeo        | 2:11,169                 | 110,413 km/h             | 1:49,916                 | 131,762 km/h             | 25    |
| 26   | Johnny Cecotto     | Theodore-Ford     | 2:14,547                 | 107,641 km/h             | 1:51,709                 | 129,648 km/h             | 26    |
| DNQ  | Corrado Fabi       | Osella-Ford       | 2:15,085                 | 107,212 km/h             | 1:53,516                 | 127,584 km/h             | –     |

### Rennen
| Pos. | Fahrer             | Konstrukteur      | Runden | Stopps | Zeit        | Start | Schnellste Runde |
| ---- | ------------------ | ----------------- | ------ | ------ | ----------- | ----- | ---------------- |
| 01   | Michele Alboreto   | Tyrrell-Ford      | 60     | 0      | 1:50:53,669 | 06    | 1:48,443         |
| 02   | Keke Rosberg       | Williams-Ford     | 60     | 1      | + 7,702     | 12    | 1:47,969         |
| 03   | John Watson        | McLaren-Ford      | 60     | 0      | + 9,283     | 21    | 1:47,668 (55.)   |
| 04   | Nelson Piquet      | Brabham-BMW       | 60     | 1      | + 1:12,185  | 02    | 1:48,332         |
| 05   | Jacques Laffite    | Williams-Ford     | 60     | 1      | + 1:32,603  | 20    | 1:49,252         |
| 06   | Nigel Mansell      | Lotus-Ford        | 59     | 0      | + 1 Runde   | 14    | 1:50,029         |
| 07   | Thierry Boutsen    | Arrows-Ford       | 59     | 0      | + 1 Runde   | 10    | 1:50,296         |
| 08   | Alain Prost        | Renault           | 59     | 1      | + 1 Runde   | 13    | 1:50,555         |
| 09   | Bruno Giacomelli   | Toleman-Hart      | 59     | 2      | + 1 Runde   | 17    | 1:50,150         |
| 10   | Raul Boesel        | Ligier-Ford       | 58     | 0      | + 2 Runden  | 23    | 1:51,804         |
| 11   | Marc Surer         | Arrows-Ford       | 58     | 1      | + 2 Runden  | 05    | 1:49,809         |
| 12   | Mauro Baldi        | Alfa Romeo        | 56     | 1      | + 4 Runden  | 25    | 1:53,198         |
| –    | Niki Lauda         | McLaren-Ford      | 50     | 2      | DNF         | 18    | 1:51,318         |
| –    | Roberto Guerrero   | Theodore-Ford     | 38     | 1      | NC          | 11    | 1:50,351         |
| –    | Johnny Cecotto     | Theodore-Ford     | 35     | 1      | DNF         | 26    | 1:51,768         |
| –    | Andrea de Cesaris  | Alfa Romeo        | 34     | 2      | DNF         | 08    | 1:49,423         |
| –    | René Arnoux        | Ferrari           | 31     | 1      | DNF         | 01    | 1:48,934         |
| –    | Danny Sullivan     | Tyrrell-Ford      | 30     | 0      | DNF         | 16    | 1:50,088         |
| –    | Jean-Pierre Jarier | Ligier-Ford       | 30     | 3      | DNF         | 19    | 1:49,340         |
| –    | Manfred Winkelhock | ATS-BMW           | 27     | 0      | DNF         | 22    | 1:52,093         |
| –    | Derek Warwick      | Toleman-Hart      | 26     | 1      | DNF         | 09    | 1:49,351         |
| –    | Riccardo Patrese   | Brabham-BMW       | 25     | 1      | DNF         | 15    | 1:52,031         |
| –    | Elio de Angelis    | Lotus-Renault     | 5      | 0      | DNF         | 04    | 1:52,584         |
| –    | Piercarlo Ghinzani | Osella-Alfa Romeo | 5      | 0      | DNF         | 24    | 1:55,000         |
| –    | Eddie Cheever      | Renault           | 4      | 0      | DNF         | 07    | 1:53,926         |
| –    | Patrick Tambay     | Ferrari           | 0      | 0      | DNF         | 03    | –                |

## WM-Stände nach dem Rennen
Die ersten sechs des Rennens bekamen 9, 6, 4, 3, 2 bzw. 1 Punkt(e). In der Fahrerwertung wurden die besten elf Resultate, in der Konstrukteurswertung alle Resultate gewertet.

### Fahrerwertung
| Pos. | Fahrer           | Konstrukteur  | Punkte |
| ---- | ---------------- | ------------- | ------ |
| 01   | Alain Prost      | Renault       | 28     |
| 02   | Nelson Piquet    | Brabham-BMW   | 27     |
| 03   | Patrick Tambay   | Ferrari       | 23     |
| 04   | Keke Rosberg     | Williams-Ford | 22     |
| 05   | John Watson      | McLaren-Ford  | 15     |
| 06   | Niki Lauda       | McLaren-Ford  | 10     |
| 07   | Jacques Laffite  | Williams-Ford | 10     |
| 08   | Michele Alboreto | Tyrrell-Ford  | 9      |
| 09   | René Arnoux      | Ferrari       | 8      |
| 10   | Eddie Cheever    | Renault       | 8      |
| 11   | Marc Surer       | Arrows-Ford   | 4      |
| 12   | Danny Sullivan   | Tyrrell-Ford  | 2      |
| 13   | Johnny Cecotto   | Theodore-Ford | 1      |
| 14   | Mauro Baldi      | Alfa Romeo    | 1      |
| 15   | Nigel Mansell    | Lotus-Ford    | 1      |

| Pos. | Fahrer             | Konstrukteur      | Punkte |
| ---- | ------------------ | ----------------- | ------ |
| 16   | Chico Serra        | Arrows-Ford       | 0      |
| 17   | Derek Warwick      | Toleman-Hart      | 0      |
| 18   | Raul Boesel        | Ligier-Ford       | 0      |
| 19   | Thierry Boutsen    | Arrows-Ford       | 0      |
| 20   | Bruno Giacomelli   | Toleman-Hart      | 0      |
| 21   | Jean-Pierre Jarier | Ligier-Ford       | 0      |
| 22   | Elio de Angelis    | Alfa Romeo        | 0      |
| 23   | Riccardo Patrese   | Brabham-BMW       | 0      |
| 24   | Andrea de Cesaris  | Alfa Romeo        | 0      |
| 25   | Manfred Winkelhock | ATS-BMW           | 0      |
| 26   | Eliseo Salazar     | RAM-Ford          | 0      |
| –    | Roberto Guerrero   | Theodore-Ford     | 0      |
| –    | Corrado Fabi       | Osella-Ford       | 0      |
| –    | Alan Jones         | Arrows-Ford       | 0      |
| –    | Piercarlo Ghinzani | Osella-Alfa Romeo | 0      |

### Konstrukteurswertung
| Pos. | Konstrukteur  | Punkte |
| ---- | ------------- | ------ |
| 01   | Renault       | 36     |
| 02   | Williams-Ford | 32     |
| 03   | Ferrari       | 31     |
| 04   | Brabham-BMW   | 27     |
| 05   | McLaren-Ford  | 25     |
| 06   | Tyrrell-Ford  | 11     |
| 07   | Arrows-Ford   | 4      |
| 08   | Theodore-Ford | 1      |

| Pos. | Konstrukteur            | Punkte |
| ---- | ----------------------- | ------ |
| 09   | Alfa Romeo              | 1      |
| 10   | Lotus-Ford              | 1      |
| 11   | Ligier-Ford             | 0      |
| 12   | Toleman-Hart            | 0      |
| 13   | RAM-Ford                | 0      |
| 14   | ATS-BMW                 | 0      |
| –    | Osella-Ford/-Alfa Romeo | 0      |